# لاري جونز (لاعب كرة قدم أمريكية)
لاري جونز (بالإنجليزية: Larry Jones)‏ هو لاعب كرة قدم أمريكية أمريكي، ولد في 4 مارس 1951 في ليمووري في الولايات المتحدة.

## وصلات خارجية
- لاري جونز على موقع مرجع كرة القدم المحترفة.كوم (الإنجليزية)